# Xã Wood River, Quận Custer, Nebraska
Xã Wood River (tiếng Anh: Wood River Township) là một xã thuộc quận Custer, tiểu bang Nebraska, Hoa Kỳ. Năm 2010, dân số của xã này là 326 người.